# Kreis Târnava-Mare

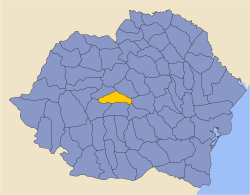
Kreis Târnava-Mare im Königreich Rumänien (1919–1949)

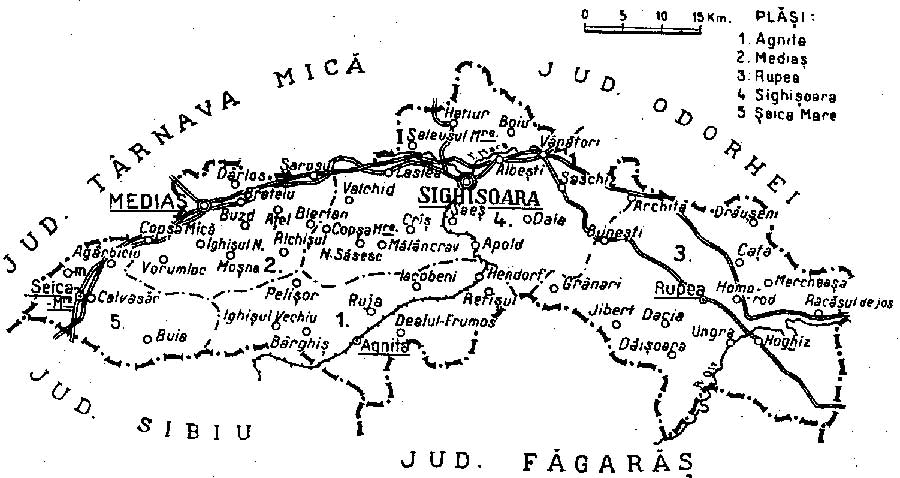
Die 5 Bezirke im Kreis Târnava-Mare (1938)

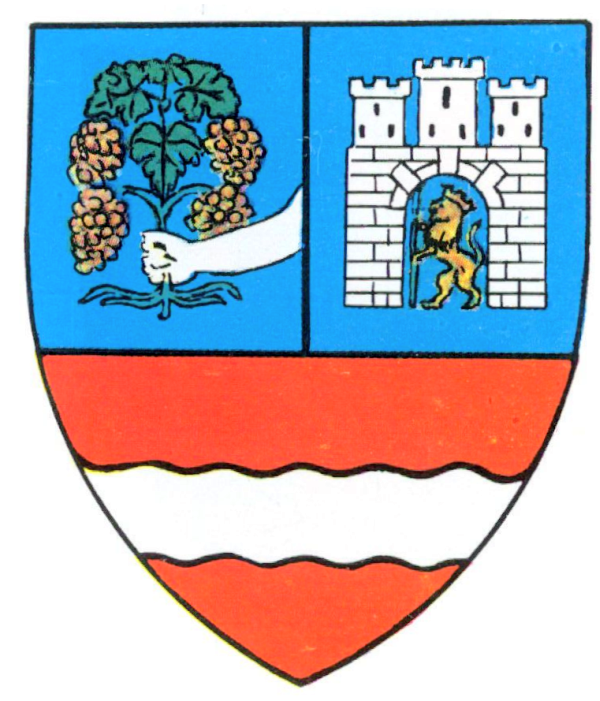
Wappen des Kreises Târnava-Mare in der Zwischenkriegszeit

Der Kreis Târnava-Mare (rumänisch Județul Târnava-Mare) war als Nachfolger des Komitat Groß-Kokelburg eine historische Verwaltungseinheit in Siebenbürgen als Teil des Königreichs Rumänien. Sitz der Verwaltung und des Tribunals war die Stadt Sighișoara. Der Kreis Târnava Mare bestand von 1920 bis 1950, als im Zuge der sowjetischen Organisation Rumäniens die Județe abgeschafft wurden. Dieser Kreis war der einzige Kreis im Königreich Rumänien mit einer relativen evangelisch-lutherischen Mehrheit.

## Geographische Lage
Es grenzte an die Kreise Târnava-Mică und Odorhei im Norden, an den Kreis Brașov im Osten sowie an die Kreise Făgăraș und Sibiu im Süden.

## Angaben der Volkszählung von 1930

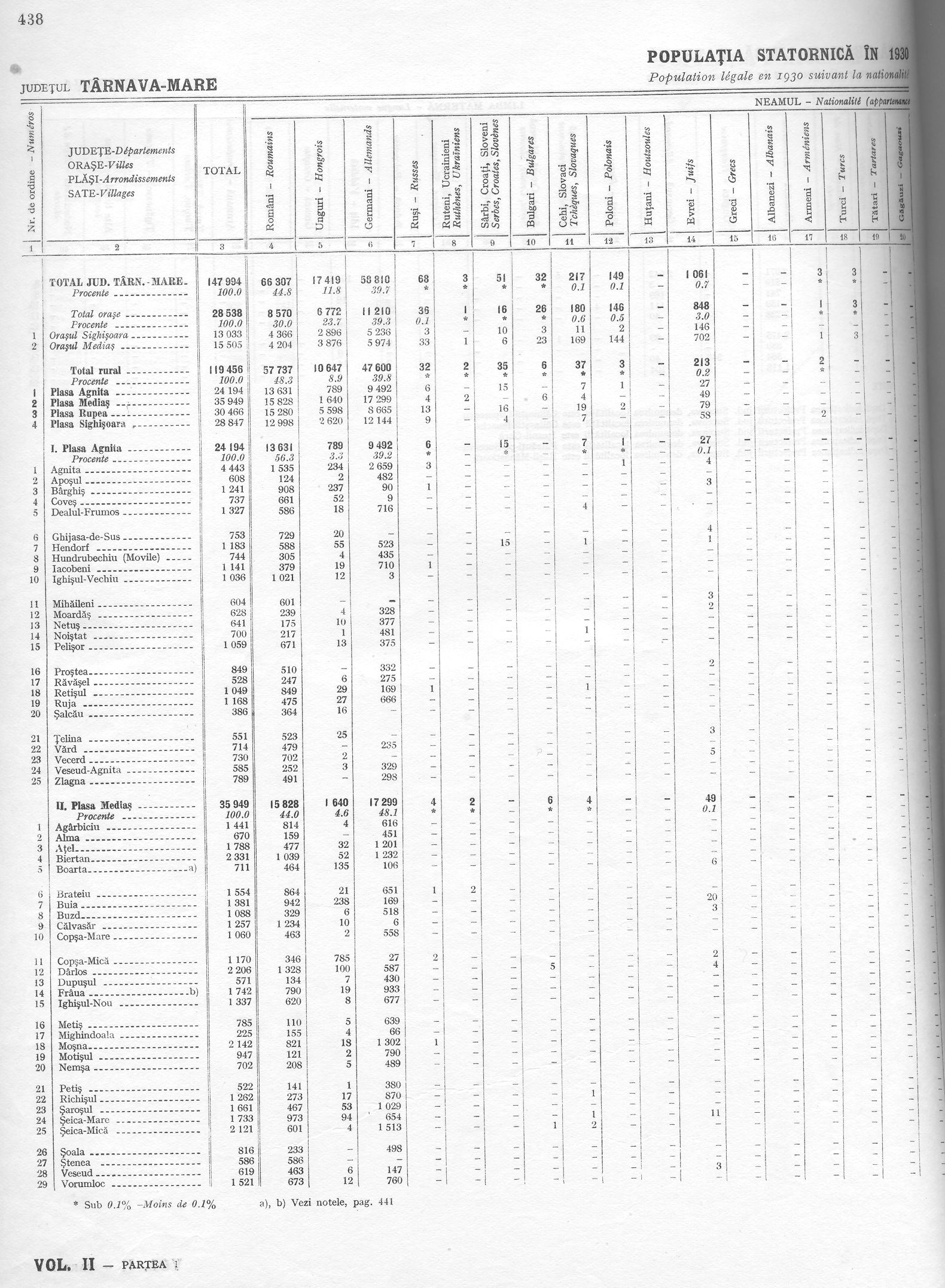
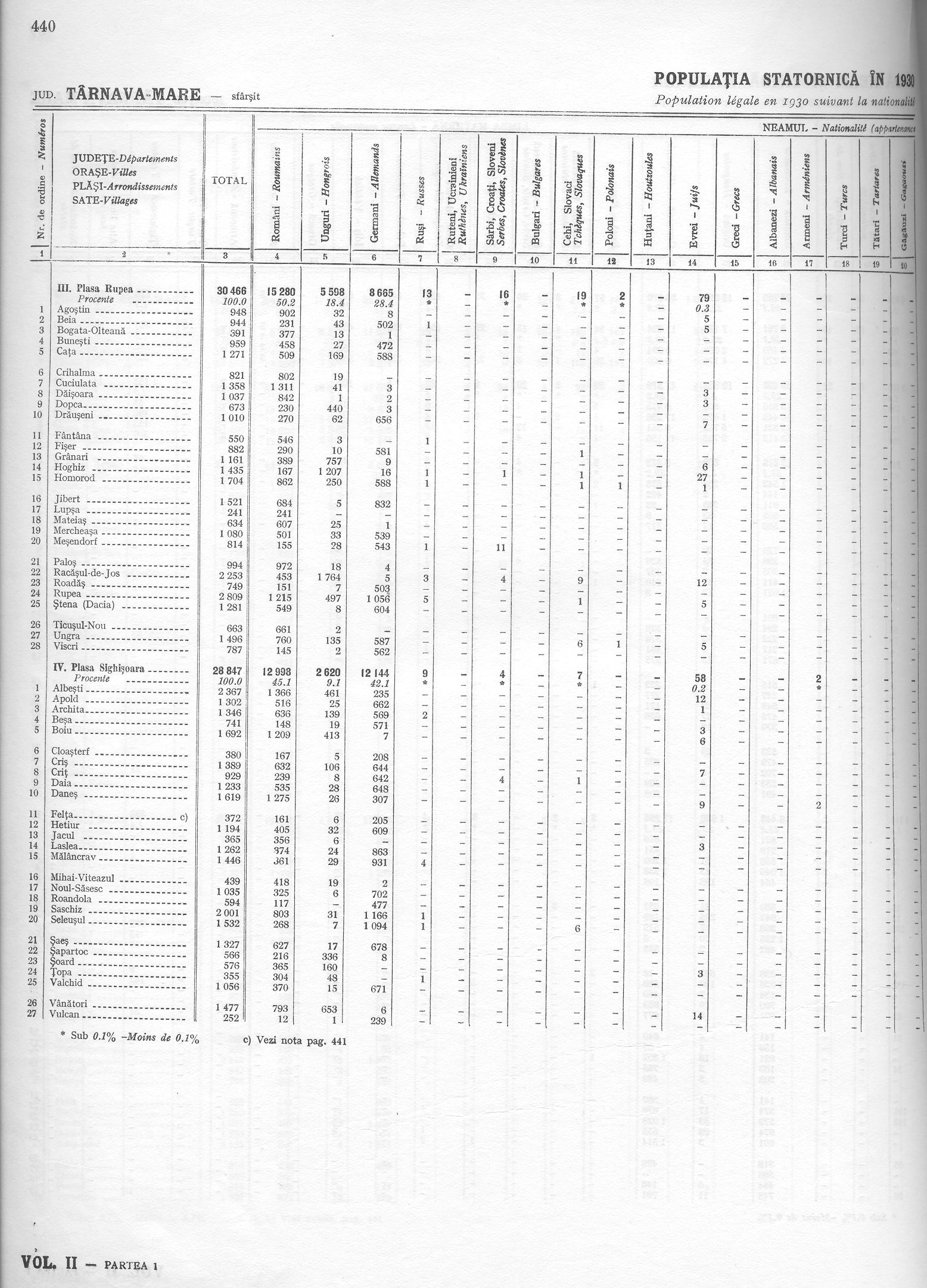

## Demographie
Bei der Volkszählung von 1930 wurden 147.994 Einwohner registriert, davon 44,8 % Rumänen, 39,7 % Deutsche, 11,8 % Magyaren, 2,6 % Roma u. a. Was die Religionszugehörigkeit betrifft, wurden 39,2 % Evangelische, 36,6 % Orthodoxe, 10,4 % Unierte, 6,2 % Reformierte, 4,5 % Römisch-Katholiken u. a. registriert.